# 神様のハナリ
『神様のハナリ』（かみさまのハナリ）は、吉村拓也による日本の漫画作品。『週刊ヤングジャンプ』（集英社）2015年33号から2016年12号まで連載された。

## 書誌情報
- 吉村拓也 『神様のハナリ』 集英社〈ヤングジャンプ・コミックス〉、全3巻
  1. 2015年12月23日第1刷発行（12月18日発売[集 1]）、ISBN 978-4-08-890321-7
  2. 2016年2月24日第1刷発行（2月19日発売[集 2]）、ISBN 978-4-08-890369-9
  3. 2016年4月24日第1刷発行（4月19日発売[集 3]）、ISBN 978-4-08-890429-0